# Thomas North
Sir Thomas North (1535-1604) var en engelsk jurist og oversætter.
Sir Thomas var næstældste søn af den første Lord North, og har muligvis studeret i Cambridge og senere studeret jura ved Lincoln's Inn. Hans litterære berømmelse skyldte han sin oversættelse af Plutarch (foretaget efter Amyots franske oversættelse.). Norths oversættelse er skrevet i et smukt, kraftigt, idiomatisk engelsk. Den danner basis for Shakespeares romerske dramaer.